# Alicia Appleman-Jurman
Alicia Appleman-Jurman (Rosulna, 9 maggio 1930 – San Jose, 8 aprile 2017) è stata una scrittrice e superstite dell'Olocausto polacca di origine ebraica.

## Biografia
Nata a Rosulna, un villaggio dei Carpazi, in Polonia, il 9 maggio 1930 da una famiglia ebraica. Negli anni del conflitto mondiale vive nei ghetti di Buczacz e Kopechince; nel 1950 sposa in Israele un americano e si trasferisce in California dove scrive la sua autobiografia Alicia-My Story e tiene conferenze sulle sue esperienze e sulla Shoah.

## Scritti
- Alicia, prefazione di Gabriele Aplleman, traduzione di Marisa Castino Bado, Milano, Sperling & Kupfer, 1989;

| Controllo di autorità | VIAF (EN) 72943176 · ISNI (EN) 0000 0001 1770 0327 · LCCN (EN) n88117668 · GND (DE) 143895168 · BNE (ES) XX4941919 (data) · J9U (EN, HE) 987007257698705171 |